# Universidad Yurai Dobrila de Pula
La Universidad Yurai Dobrila de Pula (croata: Sveučilište Jurja Dobrile u Puli, latín: Universitas Studiorum Georgii Dobrila Polensis) es una universidad ubicada en la ciudad de Pula en Croacia. Fue fundada en 2006.

## Organización
La Universidad Yurai Dobrila de Pula cuenta con los 5 siguientes departamentos:
- Departamento de economía y turismo "Dr. Mijo Mirković".
- Departamento de música.
- Departamento de humanidades.
- Departamento de los estudios en el lengua italiana.
- Departamento de la formación del profesorado.

## Rectores
- Marčelo Dujanić (2006 – 2009)
- Robert Matijašić (2009 – hoy)